# Varinder Aggarwal
Varinder Kumar Aggarwal (Hindi वरिंदर कुमार अग्गरवाल; * 1961 in Kalianpur, Uttar Pradesh) ist ein indischstämmiger britischer Chemiker (Organische Chemie, organische Synthese) und Hochschullehrer an der Universität Bristol.
Aggarwal kam 1963 mit seiner Familie nach Großbritannien, wo er in Schottland und Nottingham aufwuchs. Er studierte ab 1980 Chemie an der Universität Cambridge, an der er 1983 seinen Bachelor-Abschluss erhielt und 1986 bei Stuart Warren promoviert wurde (Dissertation: Stereocontrolled synthesis with phenylthio migration). Als Post-Doktorand war er bei Gilbert Stork an der Columbia University. Er forschte und lehrte an der Universität Bath (Lecturer 1988 bis 1991), der Universität Sheffield (Lecturer ab 1991, Reader ab 1995, Professor ab  1997) und schließlich ab 2000 als Professor an der Universität Bristol, an der er seit 2019 Alfred Capper Pass Professor für Chemie und seit 2000 Professor für synthetische Chemie ist.
Er war Gastwissenschaftler und Gastprofessor an zahlreichen britischen und  ausländischen Universitäten, unter anderem war er 2014 Swiss Chemical Society Lecturer, 2017 Adolf Lieben Lecturer in Österreich und 2018 Kurt Alden Lecturer an der Universität zu Köln.
Er befasste sich mit der Synthese komplexer, biologisch wirksamer Moleküle, die von Natur aus eine asymmetrische Synthese verlangen, und entwickelte Methoden, diese Synthesen durch Katalyse  zu beschleunigen. Insbesondere entwickelte er Ylide für die Wittig-Reaktion und Johnson-Corey-Chaykovsky-Reaktion. Seine Arbeit fand unter anderem Anwendung in Impfstoffen gegen Tuberkulose.
2003 erhielt er den Green Chemistry Award der Royal Society of Chemistry (RCS), 2004 deren Reaction Mechanism Award und 2009 deren Organic Stereochemistry Award und er war 2008/09 deren Tilden Lecturer. 2006 erhielt er den Royal Society Wolfson Merit Award, 2013 den Perkin Prize for Organic Chemistry der RCS (nach der Laudatio für seine wahrhaft grundlegenden Beiträge zum Gebiet der synthetischen organischen Chemie), 2019 die Davy-Medaille und 1998 den Corday-Morgan-Preis. Er ist Fellow der Royal Society (2012) und der RCS. 2016 erhielt er einen Humboldt-Forschungspreis und 2019 den Arthur C. Cope Scholar Award der American Chemical Society. 2020 wurde er zum Mitglied der Academia Europaea gewählt. Für 2025 wurde Aggarwal der Horst-Pracejus-Preis zugesprochen.